# Staffelsee
Jezioro Staffel (niem. Staffelsee) – jezioro torfowe położone w Górnej Bawarii, w Niemczech. Powierzchnia tego jeziora wynosi 7,6 km². Na jeziorze Staffel znajduje się siedem wysp.